# Washington Bolívar de Brito
Washington Bolívar de Brito (Jequié, Bahia, em 25 de março de 1928) jurista e ministro do Superior Tribunal de Justiça.

## Biografia
Filho Edgard de Queiroz Brito e Umbelina Amélia Martins Brito, bacharelou-se me Direito pela Faculdade de Direito da Universidade da Bahia. Nomeado para o  extinto Tribunal Federal de Recursos e empossado em 19 de dezembro de 1977, foi membro efetivo do Tribunal Superior Eleitoral. Com a criação do Superior Tribunal de Justiça passa a ser membro do mesmo, presidindo-o de 23 de junho de 1989 a 24 de junho de 1991.